# 斑果黄耆
斑果黄耆（学名：Astragalus beketovii）为豆科黄芪属的植物。分布在中国大陆的新疆等地，生长于海拔2,500米至4,300米的地区，多生长在亚高山草甸，目前尚未由人工引种栽培。